# Trutkobben, Helsingfors
Trutkobben, finska: Louekari, är en ö i Finland. Den ligger i Finska viken och i kommunen Helsingfors i landskapet Nyland, i den södra delen av landet. Ön ligger nära Helsingfors.
Öns area är 1,1 hektar och dess största längd är 180 meter i öst-västlig riktning.